# Острув (Млавський повіт)
Острув (пол. Ostrów) — село в Польщі, у гміні Шренськ Млавського повіту Мазовецького воєводства.
Населення — 71 особа (2011).
У 1975-1998 роках село належало до Цехановського воєводства.

## Демографія
Демографічна структура станом на 31 березня 2011 року:
|          | Загалом | Допрацездатний вік | Працездатний вік | Постпрацездатний вік |
| -------- | ------- | ------------------ | ---------------- | -------------------- |
| Чоловіки | 40      | 11                 | 25               | 4                    |
| Жінки    | 31      | 6                  | 14               | 11                   |
| Разом    | 71      | 17                 | 39               | 15                   |